# Aaron

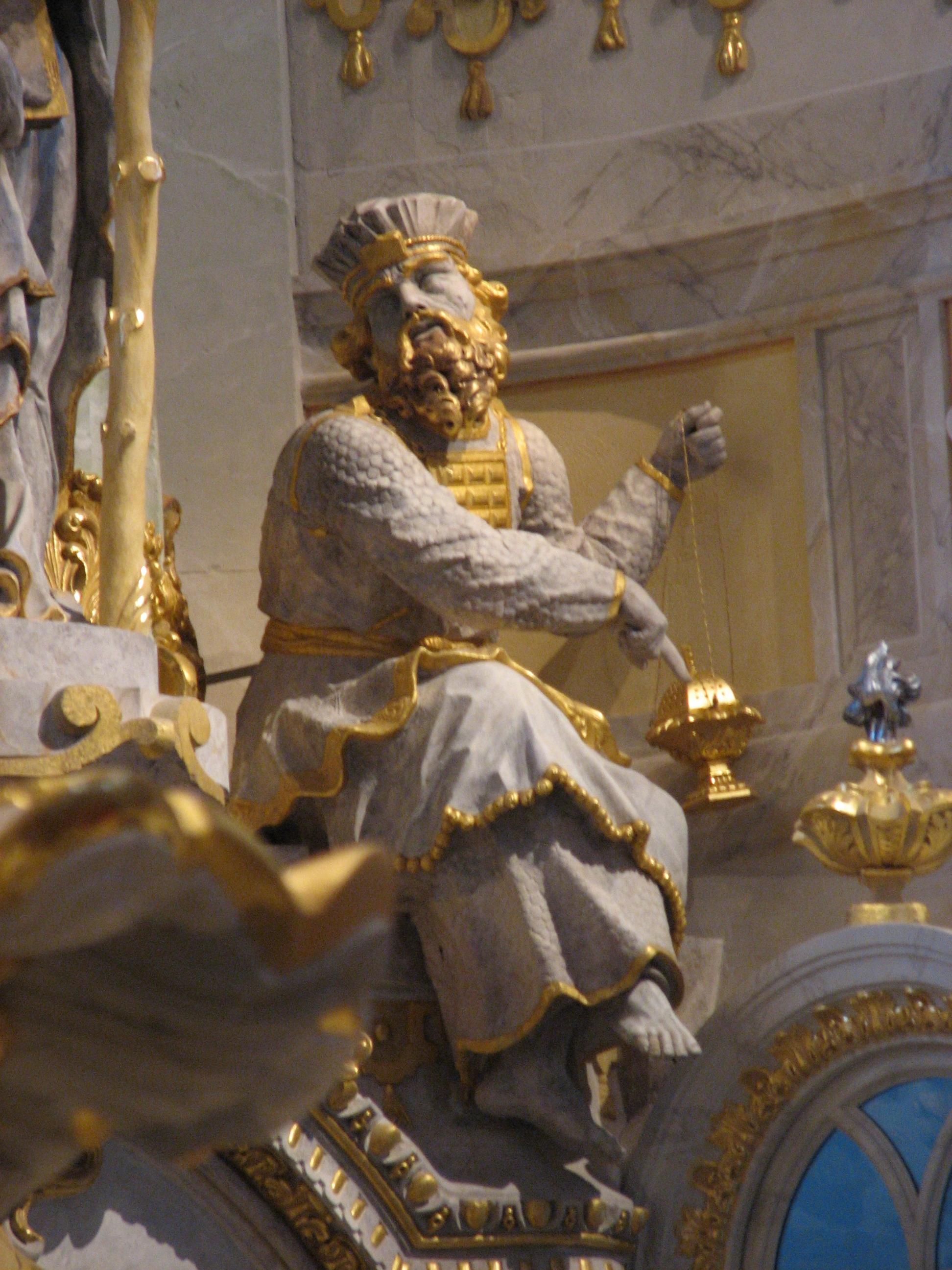
O sculptură a lui Aaron la Frauenkirche Dresden

Aaron (în ebraică: ‏ אַהֲרֹן, Aharon, în sec. XIV î.Hr.?), în Vechiul Testament (respectiv, în Pentateuh sau Torá din Biblia ebraică), a fost fratele mai mare al lui Moise. Lui Aaron și urmașilor săi le-a fost încredințată preoția în Iudeea. Conform Bibliei, el a vorbit în numele lui Moise și a fost cel care l-a determinat pe faraon să îngăduie plecarea israeliților din Egipt. Dumnezeu i-a însărcinat pe Aaron și pe Moise cu comemorarea acestui eveniment la sărbătorirea Paștelui evreiesc (Pesah), iar Aaron și fiii săi au primit autoritate preoțească de la Moise. Deși Aaron este o figură centrală în Cartea Exodului, el aproape că dispare mai târziu. Este considerat ca fiind responsabil pentru idolatrizarea vițelului de aur de către israeliți, în timp ce Moise se afla pe muntele Sinai și primea Legea lui Dumnezeu. Moartea sa, la 123 de ani, este menționată în Numerii.
Pe urmele Bibliei (Exodul 6:16-20, 7:7), Aaron este menționat și în Coran (28:34).unde este considerat sub numele Harun (în arabă:هارون), drept unul din profeții Islamului.